# Chizătău, Timiș
Chizătău (între 1920 și 1941 - Chisătău; în maghiară: 1839, 1873-1900 - Kiszetó, 1863 - Kiszeten, după 1900: Kiszető) este un sat în comuna Belinț din județul Timiș, Banat, România.

## Istorie
Documentar, așezarea a fost menționată pentru prima dată în anul 1359 sub denumirea de Kyzigtew în dijmele papale.
Referitor la etimologia numelui localității, Vichentie Ardeleanu afirma că:
„Chizătău vine din maghiarul Kizető respectiv Kyzigtew (citește: Küzigytö),
ceea ce în vechea limbă maghiară înseamna (satul de la) „gura pîrăului dintre...(probabil „două ape“) și ceea ce corespunde perfect situației topografice a satului, așezat la: gura Văii (satului), care pe harta Marczy din 1723—1725 de dinainte de canalizarea Bigheiului, vine din direcția sud, dintr-un braț al Timișului, și se varsă, lîngă sat, în Bighei.”—Vichentie Ardeleanu
Această etimologie este confirmată si de Remus Crețan în „Banat toponymy – a short view on the origins of settlements in the eastern part of Timișoara”.
Un document din 29 august 1359 menționa faptul că regele Ludovic I dăruia fiilor românului Ladislau moșiile Rykas (Recaș) și Kyzigtew (Chizătău), pentru slujbele credincioase făcute în luptele cu Alexandru Basarab, voievodul Țării Românești.
În Evul Mediu, localitatea este menționată în numeroase diplome medievale maghiare, apoi în documente habsburgice de după cucerirea Banatului de sub stăpânirea turcească. Alte denumiri cu care apare localitatea sunt: Kizithew, Kysewthwthweu, Thyzythew sau Kyzethew.
Înainte de 1526, așezarea făcea parte din Regatul Ungariei. În timpul stăpânirii otomane (1526–1718), a făcut parte din Pașalâcul Timișoara. Între 1718 și 1778, localitatea a făcut parte din domeniul coroanei habsburgice Banatul Timișoarei. 

Auditorul imperial austriac Erler consemna în anul 1774 că localitatea aparține districtului și cercului Lugoj, iar populația era în principal valahă. În 1797, la recensământul clerului ortodox din localitate, au fost înregistrați trei preoți: preotul Andrei Iancovici (1789), preotul Grigorie Iovanovici (1753) și preotul capelan Izrael Popovici (1796), care oficiau exclusiv în limba română.

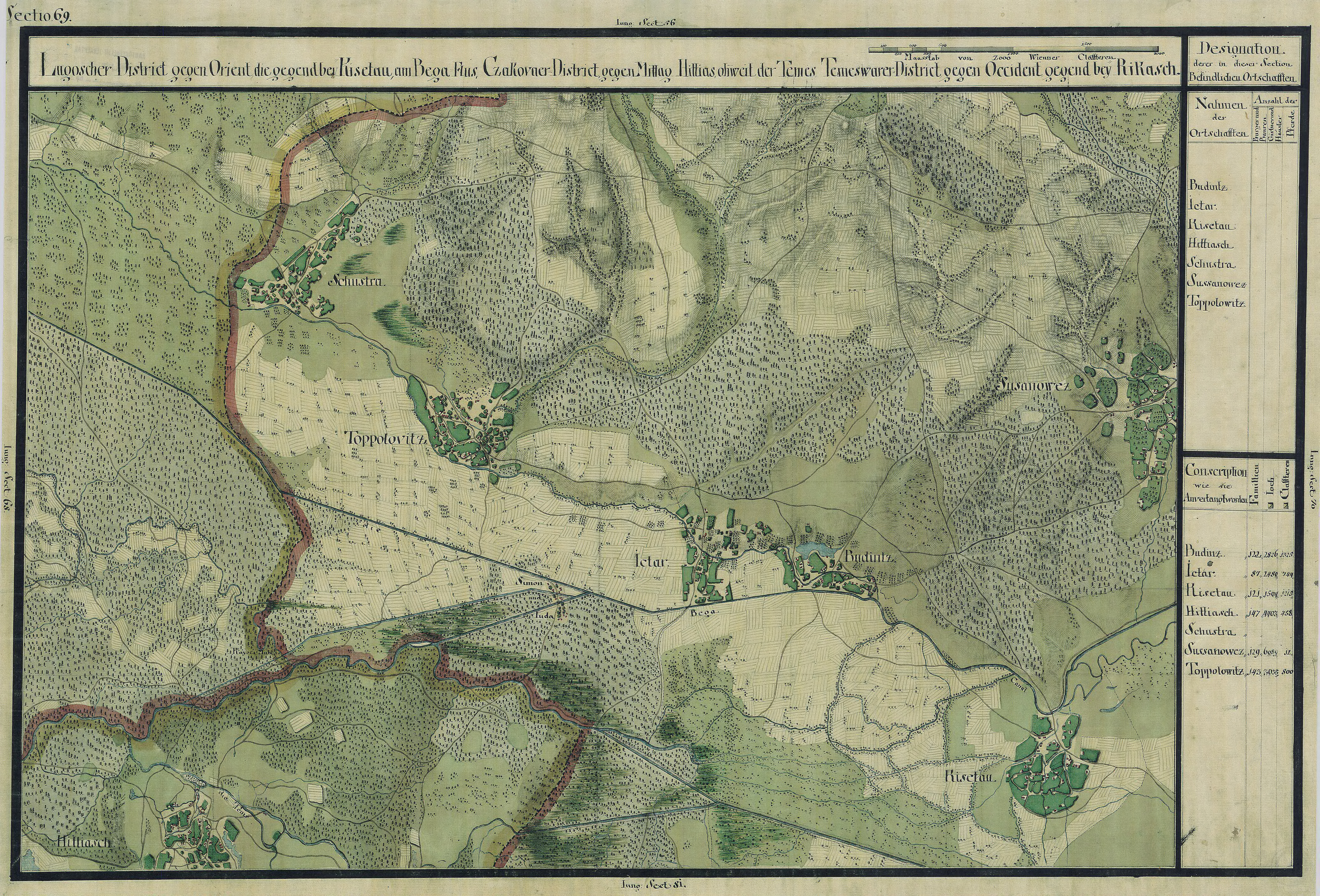
Chizătău în Harta Iosefină a Banatului, 1769-72

În 1778, Banatul a fost atribuit Regatului Ungariei de către împărăteasa Maria Tereza. Între 1849 și 1860, a făcut parte din provincia autonomă Voivodina Sârbească și Banatul Timișan. După Compromisul Austro-Ungar (1867), Banatul a fost atașat Regatului Ungariei în cadrul monarhiei Austro-Ungare.
În 1882, Ciprian Porumbescu descria satul astfel:
„Chizătăul este un sat care după ordinea și curățenia care domnește într-însul s-ar putea asemăna cu un oraș. Toate dovedesc starea bună materială a locuitorilor săi. Casele sunt mari și bine curățite, șurele și grajdurile sunt în cea mai bună rânduială. Ulițele sunt largi, bine îngrijite, sădite cu arbori pe amândouă părțile. Podoaba cea mai de frunte a satului însă este școala și biserica, locașuri vrednice de înalta lor menire. Și cum e satul, așa sunt și oamenii…”
În 1914, în Magyarország vármegyéi és városai: Temes vármegye, dr. Samu Borovszky descria localitatea astfel:
„Kiszető (cunoscut anterior sub numele de Kiszetó) este o mică localitate situată lângă râul Bega. Are 344 de case și 1315 locuitori, majoritatea fiind vorbitori de limbă română și de confesiune greco-catolică. Poșta, telegraful și stația de tren sunt situate în localitate. Încă din Evul Mediu este menționată sub numele de Kiszető în documente. În 1456, a aparținut lui Mihály Szilágyi. În 1492, familia Rádics l-a ipotecat lui Imre Dóczi. Pe harta contelui Mercy din perioada 1723-25, este înregistrată sub forma de Kisseto ca loc locuit, iar pe harta oficială din 1761 sub forma de Kiseteu, ca loc locuit de credincioși de rit vechi, în districtul Lugoj. În 1779 a fost atașată de comitatul Timiș. În 1838, s-au înregistrat 26⅛ de gospodării țărănești. Până în 1848, a fost sub stăpânirea camerei. Biserica din localitate este de rit greco-catolic. Locuitorii au înființat o instituție financiară: Banca Populară din Kistető sub formă de societate cu răspundere limitată.”
În timpul Primului Război Mondial, comuna Chizătău a avut 36 de morți.
Tratatul de la Trianon din 4 iunie 1920 a dus la împărțirea Banatului în trei părți, ceea ce a dus la includerea Chizătăului în Regatul României.
Administrativ a facut parte din:
- 1839, 1863 - comitatul Timiș, districtul Lipova;
- 1873-1920 - comitatul Timiș, districtul Recaș;
- 1920, 1930 - județul Timiș-Torontal, comuna Recaș;
- 1941 - județul Timiș, comuna Recaș;
- 1942 - județul Timiș-Torontal, plasa Chizătău;[9][10]
- 1956 - Regiunea Timișoara, raionul Lugoj;
- 1964 - Regiunea Banat, raionul Lugoj, comuna Chizătău;[11][12]
- februarie 1968 - județul Timiș, comuna Chizătău.[13]
- iulie 1968 - județul Timiș, comuna Belinț.[14]

## Economie
Poziția favorabilă de pe șoseaua principală Timișoara-Lugoj a avut un impact pozitiv asupra dezvoltării economice a localității Chizătău. Importanța localității a crescut odată cu introducerea căii ferate, în 1867, între cele două orașe.
În 1896 a fost înființată banca „Chizăteiana”, iar în 1911 a fost introdusă calea ferată înguste între Chizătău și Șanovița pentru transportul depozitelor de bazalt din cariera Șanovița.
Principalele activități economice sunt agricultura și creșterea animalelor, existând și activități precum comerțul, panificația, sau fabricarea teracotei.

## Localizare
Chizătău se află pe drumul național DN6 Lugoj - Timișoara, între râurile Bega și Timiș, la o distanță de 16 kilometri de orașul Lugoj.

## Localități vecine
| Iosifalău      | Șanovița      | Babșa  |
| Topolovățu Mic |               | Belinț |
| Drăgoiești     | Ohaba-Forgaci | Jabăr  |

## Monumente istorice
- Biserica cu harmul Nașterii Maicii Domnului, construită în 1827, este înregistrată în Lista monumentelor istorice din Județul Timiș sub cod LMI TM-II-m-B-06200.[19]

## Corul de la Chizătău
La începutul secolului al XIX-lea, preotul Trifu Șepețian a înființat un cor de paori în Chizătău. Urmandu-i exemplul, mai multe sate bănățene învecinate și mai îndepărtate au fost înființate coruri de paori. Corul de paori din Chizătău a colaborat adesea cu corul bisericesc român-ortodox din Lugoj, precum și cu corurile germane, participând împreună la festivaluri corale și concursuri.
În anul 1882 s-a sărbătorit cea de-a 25-a aniversare a acestui cor, fiind invitate multe coruri românești și germane prietene. De asemenea, compozitorul născut în Bucovina, Ciprian Porumbescu, care la acea vreme era profesor în Brașov, a fost invitat să facă parte din juriu. După ce a ascultat corurile românești din Lugoj, Chizătău și din alte localități, el a scris plin de entuziasm într-o scrisoare în limba germană către sora sa:
„... kann dir nur sagen, es war etwas Besonderes! Hier lebt ein ganz anderes Volk als bei uns, ein Volk, das die Dinge ernst und heilig nimmt, was seine Mission und Situation anbelangt, und daraus entstehen nur beständliche und wahrhaftige Sachen, entfernt von all den bekannten rumänischen Fanfaronaden. Die Gesangvereine haben mich mit ihrem Können überrascht. Die premierten Chöre waren so ausgezeichnet, so dass unser Gesangverein in Kronstadt nichts daneben ist.”—Ciprian Porumbescu
În traducere:
„Pot să-ți spun doar că a fost ceva special! Aici trăiește un alt popor decât al nostru, un popor care ia lucrurile în serios și cu sfințenie, în ceea ce privește misiunea și situația sa, iar din aceasta rezultă doar lucruri constante și adevărate, departe de toate fanfaronadele românești cunoscute. Corurile m-au surprins cu talentul lor. Corurile premiate au fost atât de excelente, încât corul nostru din Brașov este un fleac.”—Ciprian Porumbescu